# Luis Ferrer de Cardona
Luis Ferrer de Cardona (? - 1641) fue gobernador y virrey interino del Reino de Valencia durante el reinado de Felipe IV (1621-1665). Su mandato como virrey duró del 1627 al 1628. En el siglo XVIII se le identificó como un escritor del Siglo de Oro bajo el seudónimo de Ricardo de Turia, si bien en la actualidad se considera más probable que dicha identidad perteneció a Pedro Juan de Rejaule y Toledo, como descubrió Cayetano Alberto de la Barrera.

## Vida
Nacido en Valencia, hijo de Jaime Ferrer, Caballero de la orden de Santiago, Comendador de Cieza y Menino de la Reina de España, Señor de las Baronías de Sot y Quartell.
Cuando su padre murió en 1625, fue nombrado Gobernador de Valencia. Al igual que muchos de sus antecesores, sirvió en la Lugartenencia y en la Capitanía general, con una gran aceptación. Se casó con Doña Anna Ferrer y Despuig en 1601 y murió sin sucesión en 1641, antes que su mujer.

## Obra
Luis Ferrer de Cardona se dedicó principalmente a escribir comedias, de las cuales se conservan unas pocas. En el siglo XVIII se creía que era quien usaba el seudónimo de Ricardo de Turia.
Formó parte de la Academia de los Nocturnos, conocido ahí con el mote de Norte.
Sus compañeros de la Academia de los Nocturnos, le dedicaron en 1609 Doce comedias famosas de cuatro poetas naturales de la insigne ciudad de Valencia.
La principal obra de Ricardo de Turia, de quien se creyó que Luis Ferrer tenía la autoría, consiste en cuatro comedias, que se publicaron en la segunda parte de las comedias de autores valencianos, Norte de la Poesía española, ilustrado del sol de doce comedias... y de doce escogidas Loas y otras Rimas á varios sugetos, que publicó Aurelio Mey en Valencia el 1616:

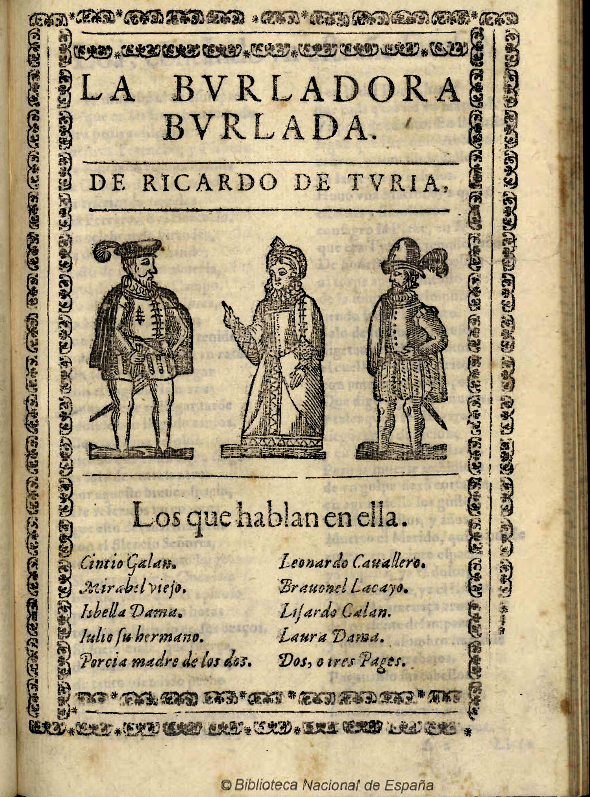
Introducción de la comedia La burladora burlada

- La gran comedia del triumfante martirio y gloriosa muerte de San Vicente, hijo de Huesca y patrón de Valencia

Que tiene como personajes a santos y personajes clásicos en su mayoría.
- La gran comedia de la belligera española

Que tiene como personajes a soldado españoles y indios en su mayoría.
- La burladora burlada

Una obra sencilla, con apenas diez personajes, y de un tono más cuotidiano.
- La fe pagada

Se sitúa alrededor de personajes nobles, criados y moros.
Además, encontramos un poemario, ya que escribió numerosos poemas para certámenes y fiestas.
- Poesías sueltas

Y un ensayo:
- Discurso apologético sobre el juicio de las comedias

Las comedias de Ricardo de Turia están escritas en verso. Las cuatro empiezan con una loa que introduce el poema dramático a continuación. La rima y es variable, y aunque hay una gran presencia de cuartetos, las estrofas que componen las obras varían y suelen tener entre dos y seis versos cada una.

## Menciones de otros autores y discusión de su autoría
Luis Ferrer de Cardona fue reconocido en su época como un escritor muy popular, que escribía poesía y comedias destinadas a pequeñas fiestas. Lope de Vega lo nombra en dos de sus obras. En el Laurel de Apolo (1628-1630), le elogia diciendo:

O tu, D. Luis Ferrer, como no templas

la dulcísima lira,
pues su canoro canto al mundo admira?
Si la ocasión contemplas
en que puedes honrar tu Patria hermosa,
de ingenios, que produce como flores,

pues tienes voz, y mano milagrosa!
Lope de Vega

Y en La Filomena, le menciona entre los ingenios cuyos retratos imagina colocados en su jardín alegórico, y Lope de Vega lo relaciona con el seudónimo de Ricardo de Turia:

Aquí don Luis Ferrer con tal decoro

muestra el semblante en pórfido del Turia,

que le respeta de Aganipe el coro.
Lope de Vega

En las dos partes, el poeta es alabado y teniendo en cuenta su obra poética y la concordancia entre nombre y apellido, parece ser una fuerte prueba para identificar a Luis Ferrer de Cardona como Ricardo de Turia. Además, su función pública corresponde con los años en que Lope lo aclama.
Cervantes también lo nombra en Viaje al Parnaso:

Y en esto descubrióse la grandeza

de la escombrada playa de Valencia,
por arte hermosa y por naturaleza.
Hizo luego de si grata presencia
el gran don Luis Ferrer; marcado el pecho
de honor, y el alma de divina ciencia.
Desembarcóse el dios, y fue derecho
a darle cuatro mil y mas abrazos,

de sa vista y ayuda satisfecho.
Miguel de Cervantes

En estas menciones se descubre la admiración que sienten ambos autores y demás contemporáneos por don Luis Ferrer de Cardona. También don Carlos Boyl, autor de El marido asegurado, una de las comedias en El Norte de la Poesía española, publica en este mismo volumen un romance dirigido "A un licenciado que deseaba hacer comedias":

Letras, loas y entremeses

Buscará de mano ajena,
Porque la propia de todos
Como propia se condena.
De don Gaspar Mercader,
Conde de Bañol, las letras
serán, porque siendo suyas,
tendrán gracia y serán buenas.
Las loas del gran Ferrer

que ha de gobernar Valencia,
el divino don Luis

doctísimo en todas seiencias.
El verso conceptuoso
y las quintillas perfetas,
del oculto Ricardo busque,
pero no afecte su estrella.
Y al sin fin de espada y capa,
dará a las salas comedias,
y al teatro para el vulgo

de divinas apariencias.
Carlos Boyl

Aquí vemos como Carlos Boyl presenta un Luis Ferrer distinto del Turia que alaban Lope y Cervantes, como si el primero fuera más divino y el segundo más culto. Actualmente, las obras de Ricardo de Turia son atribuidas a Luis Ferrer de Cardona, y ya es así desde que empieza el interés por la discusión de la autoría y su debate se vuelve amplio en el siglo XVIII. No obstante, el erudito e historiógrafo Onofre Esquerdo (1635-1699) nombra en un artículo a don Pedro Juan de Rejaule y Toledo, juez criminal de la ciudad de Valencia y también elogiado en el ''Viaje al Parnaso'' de Cervantes, como a verdadero autor de las obras escritas bajo el seudónimo de Ricardo de Turia.
| Predecesor: Enrique Dávila y Guzmán | Virrey de Valencia 1627-1628 | Sucesor: Luis Fajardo de Requeséns y Zúñiga |